# Shell Valley
Shell Valley est une census-designated place située dans le comté de Rolette, dans l’État du Dakota du Nord, aux États-Unis. Sa population s’élevait à 1 197 habitants lors du recensement de 2010. Elle est située au sein de la réserve indienne de Turtle Mountain.

## Démographie
| 1990 | 2000 | 2010  | - | - | - |
| ---- | ---- | ----- | - | - | - |
| 343  | 395  | 1 197 | - | - | - |

## Source
- (en) Cet article est partiellement ou en totalité issu de l’article de Wikipédia en anglais intitulé « Shell Valley, North Dakota » (voir la liste des auteurs).